# Palaeomystella chalcopeda
Palaeomystella chalcopeda är en fjärilsart som beskrevs av Edward Meyrick 1931. Palaeomystella chalcopeda ingår i släktet Palaeomystella och familjen Agonoxenidae. Inga underarter finns listade i Catalogue of Life.